# Thonne-le-Thil
Thonne-le-Thil är en kommun i departementet Meuse i regionen Grand Est (tidigare regionen Lorraine) i nordöstra Frankrike. Kommunen ligger i kantonen Montmédy som tillhör arrondissementet Verdun. År 2022 hade Thonne-le-Thil 276 invånare.

## Befolkningsutveckling
Antalet invånare i kommunen Thonne-le-Thil
| Referens: INSEE |